# Signalhaltfall

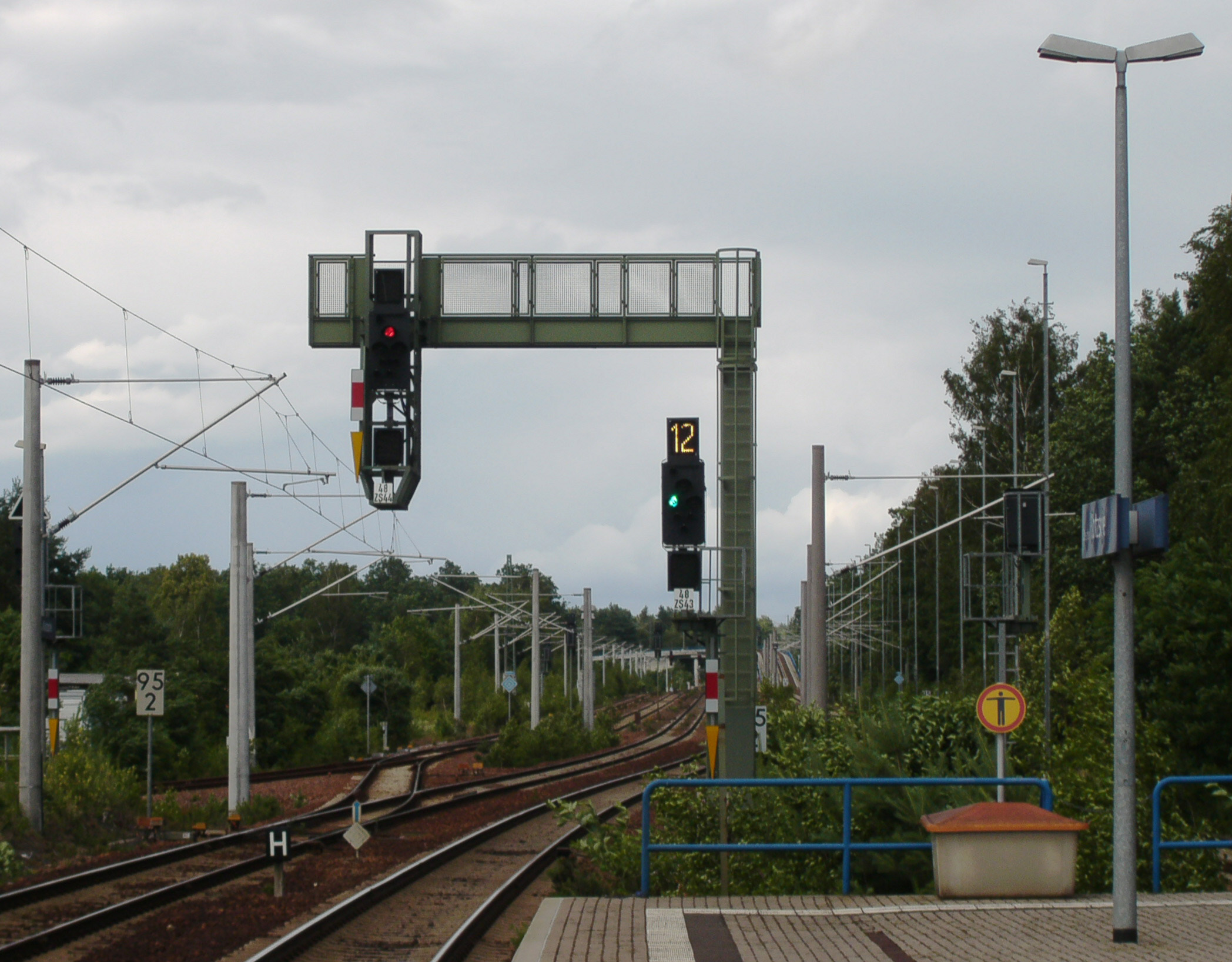
Ein Ks-Hauptsignal (links) zeigt „Halt“ (ein rotes Licht) – und verhindert damit die Einfahrt in den dahinter liegenden Zugfolgeabschnitt –, das rechte Ks-Hauptsignal zeigt dagegen „Fahrt“ (ein grünes Licht) – und erlaubt damit die Einfahrt in den folgenden Abschnitt.

Als Signalhaltfall bezeichnet man bei den Eisenbahnen das selbsttätige Rückfallen eines Signals von der Fahrt- in die Haltstellung, nachdem der Zug ganz oder teilweise an diesem vorbeigefahren ist.
Das Startsignal am Beginn einer festgelegten Fahrstraße kann im Grunde nur so lange „Fahrt“ zeigen, wie der erste durch die Gleisfreimeldung dafür überwachte Freimeldeabschnitt freigemeldet ist. Mit Befahren des ersten, auch als Haltfallabschnitt oder Löschabschnitt bezeichneten Bereichs hinter dem Startsignal müsste das Startsignal in „Halt“ fallen. Dies kann zu unerwünschten Effekten führen, denen im Zuge der Planung derartiger Anlagen zu begegnen ist.
Während der normale, durch Vorbeifahrt des Zuges am Signal bewirkte Haltfall als regulärer Haltfall bezeichnet wird, kommt es in seltenen Fällen zu irregulären Haltfällen, in denen ein fahrtzeigendes Signal aus anderen Gründen zurückgenommen wird.
Neben dieser sicherheitsrelevanten Kernfunktion kommt dem Signalhaltfall auch eine wesentliche Bedeutung für die Zuglaufverfolgung zu. Mittels Soll-Ist-Vergleich des Zeitpunkts des Signalhaltfalls kann die Bewegung eines Zuges verfolgt und auf Ankunfts-, Abfahrts- und Durchfahrzeiten zurückgeschlossen werden. Diese Zeiten werden beispielsweise in Dispositionssystemen sowie zur Reisendeninformation verwendet.

## Haltfallkriterien
Bei Vorbeifahrt eines Zuges an einem fahrtzeigenden Startsignal einer Fahrstraße muss dieses umgehend auf „Halt“ gestellt werden, um den Zug zu decken. Ist eine Gleisfreimeldeanlage vorhanden, erfolgt die Haltstellung durch Befahren des ersten für die Fahrstraße laufend überwachten Freimeldeabschnitts. Dieser Abschnitt wird als Haltabschnitt oder Löschabschnitt bezeichnet.
Alternativ kann der Haltfall auch zeitverzögert stattfinden. Fahrstraßenabhängige Rangierfahrt- und Sperrsignale fallen bei Rangierfahrten in der Regel unmittelbar nach der Vorbeifahrt des ersten Fahrzeuges am Signalstandort in die Haltlage. Eine Rücksichtnahme auf Zugbeeinflussungseinrichtungen ist, abgesehen von Ausnahmen wie die Nutzung von Lichtsperrsignalen als Einfahrsignale am Gegengleis nicht erforderlich. Dass die Lokomotive bei einer geschobenen Rangierfahrt derartige Signale passiert, wenn sie bereits wieder die Haltlage einnehmen, ist aufgrund der Besetzung der Spitze durch einen Rangierbegleiter unkritisch.
Eine weitere Möglichkeit liegt in einer verzögerten Wirksamschaltung der Zugbeeinflussung. Ferner können auch weitere, mit dem Stellwerk verbundene Gleisschaltmittel die Haltstellung auslösen.
Einfahrformsignale in mechanischen Stellwerken müssen solange in Fahrtstellung bleiben, bis der Zug mit Zugschluss die Signalzugschlussstelle passiert hat. Durch die Fahrtstellung eines Einfahrformsignals wird die Relaisgruppe für die Auslösung der elektrischen Streckentastensperre, die die Mitwirkung des Zuges beim Rückblock erzwingt, angeschaltet. Ein zu frühes Rückstellen eines derartigen Signals würde zu einer Blockstörung führen.
Nur bei elektrischen Stellwerken ist ein selbsttätiger Signalhaltfall bei nahezu jedem Signal anzutreffen; bei mechanischen Stellwerken müssen nur die Hauptsignale an Gleisen, die für Durchfahrten zugelassen sind, sowie Gruppenausfahrsignale und dazugehörende Vorsignale mit den dafür nötigen Flügel- bzw. Scheibenkupplungen ausgestattet werden. Die übrigen mechanisch gestellten Haupt- und Vorsignale, das betrifft auch Einfahr- und Blocksignale, gelangen erst beim Zurücklegen des Stellhebels wieder in die Haltlage. Sicherungstechnisch ist das unproblematisch, weil der Abschnitt vom rückgelegenen Hauptsignal gedeckt wird. Mechanische Gleissperrsignale werden unabhängig, ob sie mechanisch oder elektrisch gestellt werden, grundsätzlich nicht mit Flügelkupplungen ausgestattet.
In elektronischen Stellwerken werden die Funktionen des Überwachungsstromkreises durch Software in der Sicherungsebene nachgebildet. Das Fehlen des klassischen Ruhestromprinzips ist ein Grund für die Verdoppelung der entsprechenden Rechner, die unabhängig voneinander parallel zum selben Ergebnis kommen müssen.
Ausgelöst wird der Signalhaltfall entweder durch die Belegungsinformationen der Gleisfreimeldeanlagen oder über Schienenkontakte durch Unterbrechung des Kuppel- oder Überwachungsstromkreises. Er tritt durch Unterbrechen des Überwachungs- oder Kuppelstromkreises ein. Bei Lichtsignalen erfolgt der Haltfall durch den Abfall eines diesen Überwachungsstromkreis auswertenden Sammelrelais, klassisch Signalfreigeber genannt (wobei es herstellertypische Unterschiede gibt), bei Formsignalen wird der Kuppelmagnet der elektrischen Flügelkupplung, die den Signalflügel mit dem Signalantrieb verbindet, stromlos. Der oder die Signalflügel fallen durch die Schwerkraft in die Haltstellung zurück, was diesem Begriff auch seinen Namen gegeben hat.

### Geschichte
Da Formsignale auch von hinten erkennbar sind, galt in der Vergangenheit ein während der Vorbeifahrt des Zuges in Haltlage zurückfallendes Hauptsignal als zurückgenommen. Unter anderem aus diesem Grund hatten bis etwa 1950 gebaute Gepäckwagen einen hochliegenden Zugführerplatz mit Dachaufbau für die Zug-, Strecken- und Signalbeobachtung. Ausfahr- und Blocksignale von Abzweigstellen, die schon vor dem Ersten Weltkrieg für die Selbstdeckung der Züge mit Flügelkupplungen ausgerüstet wurden, wurden deshalb so geschaltet, dass sie erst beim Entblocken des Fahrstraßenfestlegefeldes auf Halt fielen, wenn die letzte Achse die isolierte Schiene der Fahrstraßenauflösung verlassen hatte. Bei nicht modernisierten Stellwerken kommt diese Schaltungsvariante auch heute noch vor. Vergleichbar wirkende Schaltungen gibt es auch in elektromechanischen Stellwerken. Bei Stellwerksmodernisierungen etwa seit 1970 wurde der Haltfall in der Regel auf das Befahren der Zugeinwirkung durch die erste Achse umgestellt.
Bei der Deutschen Reichsbahn wurden die Löschstöße bei Stellwerksneubauten ab etwa 1965 bevorzugt auf Höhe des Signalstandortes angeordnet. Insbesondere von den Führerständen von Dampflokomotiven aus konnte man die Signallöschung an einigen Stellen noch sehen, was anfangs bei den Lokpersonalen zu Irritationen führte. Erst mit der verstärkten Ausrüstung der Strecken mit Ausrüstungen der PZB wurden diese Löschstöße etwa zwanzig bis dreißig Meter hinter die Signalstandorte verlegt.

## Haltfallverhinderung
Wann der reguläre Signalhaltfall erfolgt, ist abhängig von der Art des Signals. Während in vielen U- und Stadtbahnnetzen der Signalhaltfall direkt mit der Vorbeifahrt der Zugspitze am Signal stattfindet, muss die Signallöschung bei Vollbahnen so spät erfolgen, dass die Aufnahmeorgane der Fahrzeugeinrichtung der Zugbeeinflussung auch im ungünstigsten Fall die Streckeneinrichtung passiert haben. Ansonsten könnte es zu einer unbeabsichtigten Zwangsbremsung kommen. Nachdem insbesondere im Netz der Deutschen Reichsbahn bei in den 1960er und 1970er Jahren neugebauten Stellwerken die Löschstöße für eine frühzeitige Signallöschung vielfach unmittelbar am Signalstandort angeordnet worden waren, mussten sie mit der Wiedereinführung der punktförmigen Zugbeeinflussung etwa zwanzig Meter hinter den Signalstandort verlegt werden. In einigen Fällen wurde der Signalhaltfall schaltungsmäßig vergleichsweise aufwändig erst durch das Befahren des zweiten Freimeldeabschnittes ausgelöst. Als nachteilig wurde bei der Verlegung der Löschstöße hinter den Signalstandort empfunden, dass damit ein Überfahren eines haltzeigenden Signales um wenige Meter im Stellwerk nicht bemerkt wird. Bei neugebauten Anlagen bei der Deutschen Bahn beginnt der den Haltfall auslösende Abschnitt in der Regel wenigstens 50 m hinter dem Hauptsignal, der dazwischen liegende Abschnitt wird als Haltfallverhinderungsabschnitt oder Nichthaltfallabschnitt bezeichnet. Die Gleisfreiheit dieses Abschnittes wird nur punktförmig bei der Fahrstraßeneinstellung geprüft. Wenn der an den Haltfallverhinderungsabschnitt anschließende Löschabschnitt besetzt wird, wird der Haltfall ausgelöst. Dies wird als Haltfallkriterium 1 bezeichnet.
Die Länge des Haltfallverhinderungsabschnitts muss mindestens dem größtmöglichen Abstand zwischen der ersten Achse eines Fahrzeugs und dessen Antenne des Zugbeeinflussungssystems (z. B. Fahrzeugmagnet der PZB) betragen.
Die maximale Länge des Haltfallverhinderungsabschnitts darf in Deutschland 400 m betragen, da Fahren auf Sicht nach betrieblichen Regeln noch 400 m über das Hauptsignal hinaus erfolgen muss. Bei Blocksignalen, die rein der Zugfolgeregelung dienen und denen im Abstand von höchstens 200 m kein Gefahrpunkt folgt, soll das Gleisschaltmittel, das die Signallöschung bewirkt, in der Regel 50 Meter nach dem Signalstandort folgen. International sind unterschiedliche Werte dokumentiert, bei den ÖBB beispielsweise wenigstens 25 m, bei der RENFE hingegen 0 bis 6 m (Stand: 1995).
Eine Besonderheit besteht bei der Ausfahrt aus Bahnhofsgleisen, die durch mehrere Züge besetzt werden können. Kommt der erste ausfahrende Zug mit seiner gesamten Länge im Haltfallverhinderungsabschnitt zum Halt, entsteht durch das nicht in Halt fallende Signal eine Gefährdung, da der Triebfahrzeugführer des zweiten Zuges das „Fahrt“-Signal als für ihn gültig interpretieren könnte. Ein solches Szenario war in Kombination mit schlechter Sicht Ursache für den Eisenbahnunfall von Neufahrn. Der Signalhaltfall sollte in diesen Fällen daher möglichst nach 50 Metern erfolgen, spätestens jedoch nach der kürzestmöglichen Länge des ersten Zuges.

## Regulärer und irregulärer Signalhaltfall
Grundlegend wird zwischen dem regulären (zugbewirkten) Signalhaltfall und dem irregulären (nicht zugbewirkten) Signalhaltfall unterschieden. Der reguläre Haltfall entspricht dabei dem regulären Betriebsablauf, bei dem ein Signal durch den Zug in Halt fällt.
Ein irregulärer Haltfall tritt dagegen ein, wenn die Integrität einer bereits eingestellten Fahrstraße gefährdet wird, beispielsweise durch eine Störung eines Elements wie einer Weiche, gleichgültig, ob flankenschutzbietend oder im Fahrweg, oder eine Flankenschutz-Verletzung aufgrund unzulässiger Fahrten, die eine benachbarte Zugfahrstraße gefährden.
Auslöser können ferner Eingriffe durch den Fahrdienstleiter sein (manuelle Haltstellung bzw. Hilfsauflösung). Auch technische Fail-Safe-Reaktionen wie z. B. Stromausfälle können Ursache für einen irregulären Haltfall sein. Die Umschaltlücken bei Netzausfall werden jedoch durch Abfallverzögerungen überbrückt. Signale an nicht durchgehenden Hauptgleisen können in diesem Fall bei älteren Stellwerken mehrere Sekunden verlöschen, doch mit dem Anstehen der Spannung von der Netzersatzanlage erscheint ein vorher vorhandener Fahrtbegriff wieder.
Bei einem irregulären Haltfall muss der betroffene Zug auch dann zum Stillstand gebracht werden, wenn er das Startsignal der Fahrstraße bereits passiert hat. Befindet sich der betroffene Zug zwischen Vor- und Hauptsignal, ist in der Regel der notwendige Bremswegabstand unterschritten, sodass er zumeist nicht mehr vor dem „Halt“ zeigenden Hauptsignal zum Halt gebracht werden kann. Praktisch möglich ist das jedoch nur durch linienförmig übertragende Zugbeeinflussungseinrichtungen.
Eine 2006 erstellte Risikoanalyse, der Betriebsdaten aus zwei Jahren zu Grunde lagen, nennt 4346 Fälle des Überfahrens Halt zeigender Signale, die auf einen vorzeitigen Haltfall zurückzuführen sind. 0,35 Prozent davon entfielen auf einen Haltfall wegen einer konkreten Gefährdung. Dies entspricht 7,6 Fällen pro Jahr bzw. 2,8 Fällen je Milliarde Signalzugfahrten (Zufahrt eines Zugs auf ein Hauptsignal), bei denen ein Hauptsignal aufgrund einer Gefährdung vorzeitig in die Haltstellung gelangt, nachdem ein Zug am Vorsignal vorbeigefahren ist. Ein vorzeitig in Halt gefallenes Hauptsignal (alle Ursachen) wurde im Mittel um 141 m überfahren.

## Haltfallbewertung
Bei ETCS kommt der Haltfallbewertung, d. h. der Unterscheidung zwischen regulärem und irregulärem Haltfall, besondere Bedeutung zu. Ein irregulärer Haltfall unmittelbar vor Vorbeifahrt eines signalgeführten Zuges führt über die vergleichsweise einfache und in Sekundenbruchteilen wirksam werdende PZB zu einer Zwangsbremsung. Im Betrieb mit ETCS Level 2 oder 3 vergehen dagegen mehrere Sekunden, bis der Haltfall des Stellwerks über diverse Schnittstellen übertragen und durch das ETCS-Fahrzeuggerät verarbeitet ist. Dabei geht beispielsweise die Deutsche Bahn von einer Verzögerungszeit von 2,5 s zwischen der Haltstellung des Lichtsignals und der Verarbeitung der entsprechenden Reaktion auf dem ETCS-Fahrzeuggerät aus.
Damit ergeben sich Fälle, in denen bei einem irregulären Haltfall bei konventioneller Zugbeeinflussung (z. B. PZB) gerade noch eine Zwangsbremsung bei Vorbeifahrt des Zuges am Signal ausgelöst wird, während er mit ETCS aufgrund dieser Verzögerungen schon am Signal vorbeigefahren wäre. Ein auf das Signal bezogener ETCS-Nothaltauftrag würde damit den Zug – unter sonst gleichen Bedingungen – erst hinter dem Signal erreichen und bliebe damit per se wirkungslos. Damit entstehen nach Ansicht von DB Netz mit ETCS in dieser Hinsicht Gefährdungen, die in der konventionellen Technik nicht bestanden und daher zu kompensieren sind. Diese Laufzeitlücke wird für ETCS Level 2 bei DB Netz mit maximal 2,5 Sekunden angenommen. Bei anderen Infrastrukturbetreibern spielt diese Laufzeitlücke hingegen keine Rolle.
Ist das Stellwerk in der Lage, der ETCS-Zentrale einen irregulären Haltfall hinreichend zuverlässig als solchen zu übermitteln, kann diese einen bereits am Signal vorbeigefahrenen Zug hinter diesem mit einem unbedingten Nothaltauftrag (Unconditional Emergency Stop) anhalten. Viele Stellwerke sind dazu nicht hinreichend in der Lage. Während interne Fehler oder Signalrücknahmen als Ursachen einfach zu erkennen sind, gerät die Erkennung irregulärer Haltfälle insbesondere an Weichen an Grenzen, wenn dem Stellwerk durch die Gleisfreimeldung lediglich die Belegung des Gleisfreimeldeabschnitts der Weiche übermittelt wird, nicht jedoch, durch welchen der diesen begrenzenden Achszählpunkte die Belegung erfolgte. Es besteht damit das Risiko, dass ein tatsächlich irregulärer Haltfall durch eine feindliche Zugfahrt als regulärer Haltfall bewertet wird und eine Sicherheitsreaktion damit unterbleibt.
Um mit derartigen Stellwerken im ETCS-Betrieb dieselbe Sicherheit wie mit konventioneller Zugbeeinflussung zu erreichen, muss die ETCS-Zentrale daher bei einem Haltfall anhand des letzten, i. d. R. durch Vorbeifahrt an einer am Signal liegenden Balisengruppe ausgelösten, Position Report bewerten, wo sich der Zug befindet und ggf. einen standortabhängigen oder -unabhängigen Nothaltauftrag (Conditional / Unconditional Emergency Stop) an den Zug schicken, um diesen nötigenfalls auch noch kurz hinter dem irregulär in Halt gefallenen Signal anzuhalten. Das ETCS-Level-2-Lastenheft von DB Netz sieht vier Verfahren zur Haltfallbewertung vor.

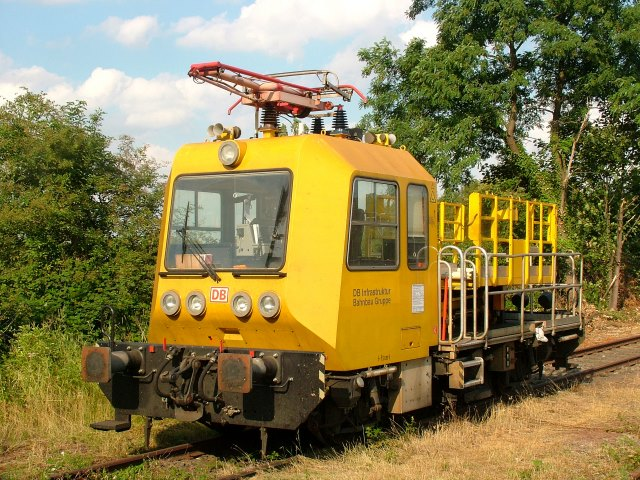
Nebenfahrzeuge wie Kleinwagen – hier beispielsweise ein GAF für Oberleitungsarbeiten –, sind oft besonders kurze Fahrzeuge, die zu einem schnellen Signalhaltfall führen.

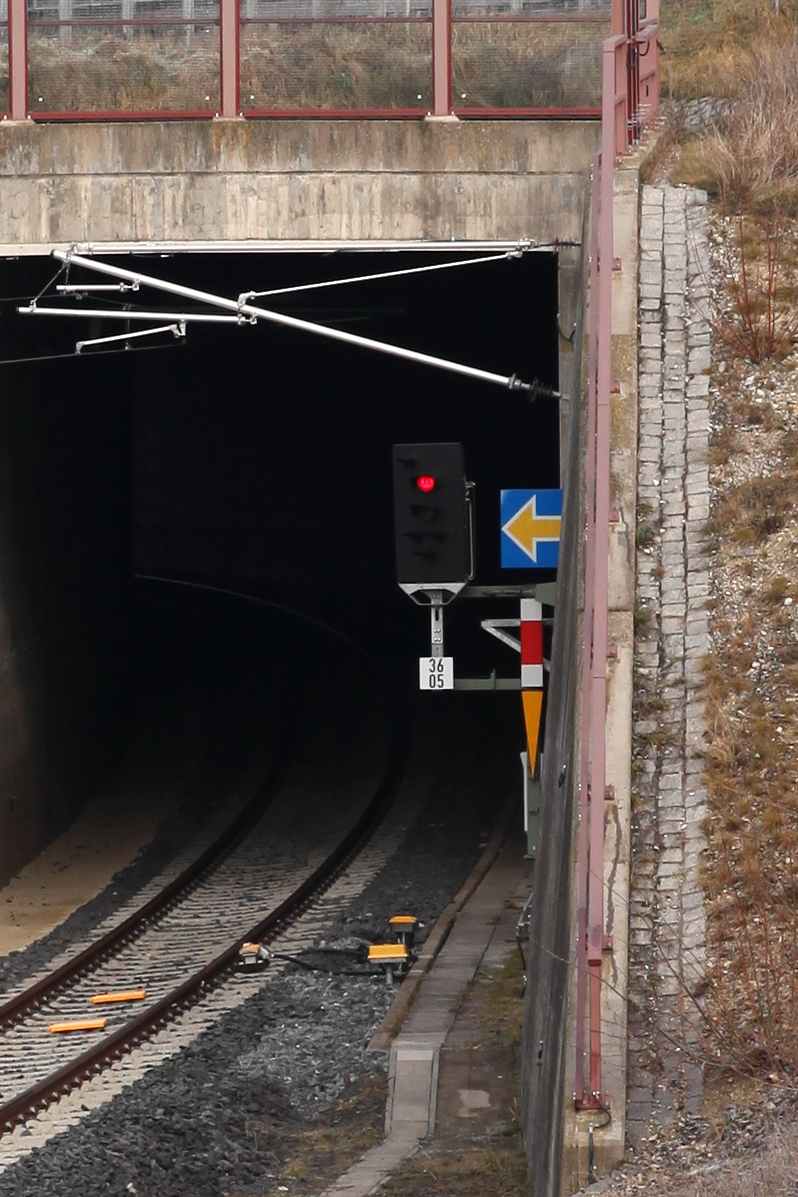
Hinter das Signal versetzter Achszähler an einem Ks-Mehrabschnittssignal mit ETCS-Halttafel auf der Verbindungskurve Dörfles-Esbach (erkennbar am Kabel).

Ein standortabhängiger Nothaltauftrag führt dabei zu einer Zwangsbremsung, wenn die minimale sichere Zugspitze (min safe front end) des Zuges sich noch vor oder derart kurz hinter dem Signal befindet, dass unter Berücksichtigung der Laufzeitverzögerungen von ETCS davon auszugehen ist, dass der Zug mit konventioneller Zugbeeinflussung bei Vorbeifahrt am Signal zwangsgebremst worden wäre.
Aufgrund von Ungenauigkeiten in der ETCS-Odometrie kann es bei kurzen, langsam fahrenden Zügen zu ungewollten Zwangsbremsungen kommen, wenn das Fahrzeug durch Vorbeifahrt mit der letzten Achse am Signal (Haltfallkriterium 2) frühzeitig einen regulären Haltfall auslöst, sich aus ETCS-Sicht die minimale sichere Zugspitze jedoch noch kurz vor dem Signal befindet. Eine Verlegung des Achszählers wenige Meter hinter das Signal kann Abhilfe schaffen. Vorteilhaft ist auch eine besonders präzise Odometrie, die zu einem besonders schmalen Vertrauensintervall führt. Nachteilig sind hingegen besonders kurze technische Laufzeiten.
Die Kompensation der Laufzeitlücke spielt bei anderen Eisenbahninfrastrukturunternehmen (EIU) keine Rolle. Dort wird eine Haltfallbewertung verwendet, um bei zwei aus einem Gleis zur Abfahrt bereitgestellten Zügen fehlerhaft zugeordnete Fahrterlaubnisse zu vermeiden sowie wenn Konstellationen für irreguläre Haltfälle nicht durch die Gleisfreimeldung erkannt werden können. Dazu wird nach einem Haltfall ein bedingter Nothaltauftrag (CES) mit (gegenüber dem Bezugssignal) örtlicher oder (gegenüber dem Haltfall) zeitlicher Verschiebung übermittelt. Unter Abwägung von Risikominimierung oder der Vermeidung von Eigenzwangsbremsungen von Zügen haben verschiedene EIU hierzu verschiedene Festlegungen getroffen. Auch im Digitalen Knoten Stuttgart soll in Abschnitten ohne Weichen eine vereinfachte Haltfallbewertung umgesetzt werden, durch die an Blockkennzeichen ohne darauf folgende Weichen ein einfacher CES – ohne die bislang erforderliche weitergehende Prüfung – gesendet wird. Durch das Verfahren mit dem verschobenen CES wird im Betrieb mit ETCS Level 2 ohne Signale abseits Deutschlands und Österreich darauf verzichtet, gesonderte Haltfallverhinderungsabschnitte einzurichten.
Bei der ETCS-Einführung in Ungarn erwies sich als problematisch, dass der Haltfallabschnitt in der Regel unmittelbar am Signal liegt, das Signal damit nach Vorbeifahrt der ersten Achse auf „Halt“ gestellt wird. Regelmäßige unbeabsichtigte Zwangsbremsungen wären die Folge gewesen. Zur Lösung des Problems wurde erwogen, den Signalhaltfall verzögert an die ETCS-Zentrale zu melden oder den Referenzpunkt für die maßgebliche Zugposition vorzuziehen. Da die erste Variante als sicherheitsmäßig problematisch galt, wurde die ETCS-Zentrale so konfiguriert, dass bei bedingten Nothaltaufträgen eine vorgezogene Distanz an das Fahrzeuggerät übermittelt wird.
Nach einer 2019 in der Schweiz aufgetretenen Gefährdung im Zusammenspiel von Haltfallbewertung und fehlerhaft eingestellter Fahrzeugodometrie wurde als Sofortmaßnahme u. a. die Haltfallbewertung auf mehreren betroffenen RBCs deaktiviert.
Eine Haltfallbewertung soll ab 2020 im Gotthard- und Ceneri-Basistunnel zum Einsatz kommen. Im Zuge der bis 2025 geplanten ETCS-Level-2-Ausrüstung der Ausbaustrecke Leipzig–Berlin soll in elektronischen Stellwerken eine „Signalhaltfall“-Funktionalität nachgerüstet werden, mit der irreguläre Signalhaltfallgründe erkannt und an das RBC gemeldet werden sollen. Wenn es gelänge, irreguläre Haltfälle zuverlässig als solche zu erkennen, könnte auf die Haltfallbewertung verzichtet und potenziell auf zusätzliche Gleisfreimeldeabschnitte verzichtet werden, die heute im Netz der Deutschen Bahn vielfach erforderlich sind. Um alle irregulären Haltfälle als solche zu erkennen, müsste durch das Achszählsystem nicht nur die Belegung, sondern auch die Durchfahrtsrichtung an das Stellwerk übermittelt und dort ausgewertet werden. Eine weiterentwickelte Haltfallbewertung könnte potenziell zur Reduzierung von „Balisenteppichen“ beitragen, indem auf Datenpunkte am Blockkennzeichen verzichtet wird, die im Wesentlichen dazu dienen, einen Position Report zur Haltfallbewertung auszulösen.
Im Netz der Deutschen Bahn soll die Blockteilung ausreichend weit sein, damit ein Position Report zur Haltfallbewertung an einem Signal bzw. Blockkennzeichen zuverlässig gesendet wird, bevor das nächste Signal erreicht und ein neuer Position Report ausgelöst wird. Besonders kurze Blockteilungen führen damit zu Anforderungen an verkürzte Verarbeitungszeiten des ETCS-Fahrzeuggeräts.

## Sonstiges
Der Signalhaltfall löst in rechnergestützten Systemen eine Zuglaufmeldung und eine Zugnummernweiterschaltung aus. Dieser Zeitpunkt weicht von denen im Fahrplan enthaltenen Zeitpunkten für Ankunft, Abfahrt bzw. Durchfahrt ab.  Bei Abweichungen wie Fahrten auf Befehl können Korrekturen durch den Bediener erforderlich sein. In der Regel können aus dem Zeitpunkt des Signalhaltfalls jedoch Abfahrts-, Ankunfts- und Durchfahrzeiten näherungsweise ermittelt werden.
Auf der niederländischen Hochgeschwindigkeitsstrecke HSL Zuid wird ein Signalhaltfall nach einem unerwarteten Halt eines Zuges im Tunnel nach einer gewissen Zeit automatisch ausgelöst.